# Philipp Ludwig von Sinzendorf
Philipp Ludwig von Sinzendorf (Paris, 14 de julho de 1699 - Breslau, 28 de setembro de 1747) foi um cardeal francês do século XVIII.

## Biografia
Nasceu em Paris em 14 de julho de 1699. Segundo filho do conde Philipp Ludwig Wenzel von Sinzendorf e da condessa Rosina Katharina von Waldstein; ele tinha três irmãos e uma irmã. Seu pai era o embaixador austríaco na França. Seu sobrenome também está listado como Sintzendorf.
Ele foi destinado por sua família para uma carreira eclesiástica. Estudos iniciais com os Jesuítas em Viena; foi para Roma em 1714 e estudou no Seminario Romano, Roma; obteve um doutorado em teologia, 26 de novembro de 1717; e in utroque iure, tanto canônico quanto civil, 20 de dezembro de 1717; enquanto no Collegio, ele estabeleceu um contato próximo com Prospero Lambertini, futuro Papa Bento XIV, bem como com outras personalidades influentes da corte papal. Durante sua estada em Roma, residiu no Collegio Germanico.
Cânone dos capítulos das catedrais de Colônia e Salzburgo, 1717. Cânone dos capítulos das catedrais de Olomouc; reitor de Ardagger, Baixa Áustria; e abade da rica abadia de Pécsvárad, Hungria. Foi conclavista do Cardeal Álvaro Cienfuegos, SJ, no conclave de 1721.
Ordenado sacerdote em 1722. Seu pai não conseguiu obter para ele o cargo de auditor da Sagrada Rota Romana, mas em 5 de maio de 1725 obteve a nomeação imperial para a sé de Györ, Hungria.
Eleito bispo de Györ, em 11 de setembro de 1726. Manteve por um triênio os cônegos em Salzburg e Olomouc e a abadia de Pécsvárad. Consagrado em 17 de novembro de 1726, em Viena, por Girolamo Grimaldi, arcebispo titular de Edessa di Osroene. Recebeu dispensa para ser elegível para as sedes de Salzburgo e Olomouc, em 20 de junho de 1727. Seu pai não conseguiu obter para ele uma diocese mais bem dotada, mas conseguiu obter-lhe o cardinalato.
Criado cardeal-sacerdote no consistório de 26 de novembro de 1727. O papa enviou-lhe o barrete vermelho com um breve apostólico de 23 de dezembro de 1727; o imperador Carlos VI impôs-lhe o barrete vermelho em 4 de abril de 1728, na capela da corte em Viena. Participou do conclave de 1730, que elegeu o Papa Clemente XII. Recebeu o gorro vermelho e o título de S. Maria sopra Minerva, em 14 de agosto de 1730. Administrou sua diocese para plena satisfação do governo austríaco. Cônego do capítulo da catedral de Breslávia, 1731; ele tentou obter a elegibilidade para a sé de Breslávia, mas o Papa Clemente XII recusou-se a conceder enquanto seu bispo, Franz Ludwig von Pfalz-Neuburg, vivesse; o papa queria evitar o acúmulo de benefícios. Concedida dispensa para ser eleito para a sé de Breslávia por maioria simples, em 6 de junho de 1732, após a morte de seu bispo. Eleito bispo de Breslávia pelo capítulo da catedral, em 14 de julho de 1732. Preconizado para aquela sé em 3 de setembro de 1732. Tomou posse em novembro do mesmo ano; suas relações com o cabido da catedral sempre foram tensas.
O cardeal foi membro de uma comissão convocada para examinar as queixas dos protestantes húngaros. Participou no conclave de 1740, que elegeu o Papa Bento XIV. Em 1740-1741, após a morte do imperador Carlos VI, o rei Frederico II da Prússia tomou a Silésia e anexou seus territórios; as relações entre o rei e o cardeal foram a princípio amigáveis, mas quando o rei soube da simpatia do cardeal pela Áustria, ele o prendeu em sua residência em Breslávia; o cardeal foi solto em 18 de abril de 1741; mas teve que deixar sua sé durante a guerra da Silésia; o conflito durou até 10 de setembro de 1741, quando a Áustria e a Prússia chegaram a um acordo; então, o cardeal deu um passo inesperado e parabenizou o rei Frederico II em 22 de outubro por seu sucesso; o cardeal causou grande surpresa em Viena, Breslau e Roma. Pelo tratado assinado pelo rei da Prússia e pela imperatriz Maria Teresa, nove décimos da diocese de Breslau ficaram sob o controle da Prússia, criando uma nova situação para o cardeal Sinzendorf. O rei Frederico II da Prússia queria estabelecer um desenho diferente para a relação igreja-estado. Para tanto, em 1742, embora o cardeal tivesse apenas quarenta e três anos, o monarca quis nomear seu favorito Philipp Gothard von Schaffgotsch, de vinte e sete anos, como coadjutor de Breslau; com sua ajuda, o rei esperava impor uma subordinação mais fácil da Igreja à autoridade do estado. O cardeal Sinzendorf concordou com esta proposta após uma longa negociação na qual não era segredo para o rei que ele tinha sérias reservas sobre o candidato; o rei Frederico II, em reconhecimento ao comportamento "leal" do cardeal, condecora-o com a Ordem da Águia Negra; o Papa Bento XIV nomeou o novo coadjutor em 4 de março de 1744; o pontífice recusou a escolha do capítulo da catedral de Breslau e baniu os cônegos rebeldes para Magdebourg.
O cardeal morreu em Breslávia, após ter participado alguns meses antes em Salzburgo na eleição do novo arcebispo. Exposto e enterrado na catedral de Breslávia.